# Per Adam Wallmark
Per (eller Peter) Adam Wallmark, född den 31 december 1777 i Källsjö socken, nuvarande Falkenbergs kommun, död den 19 mars 1858 i Kungsör, var en svensk publicist, skriftställare, vitterhetsidkare, biblioteksman och ämbetsman. Han gifte sig två gånger, först 1802 med Sofia Isoz och senare med Hedvig Elisabeth Wallgren. I det senare äktenskapet föddes Ernst Wallmark.

## Biografi
Wallmark undervisades i hemmet av fadern, komminister Anders Wallmark, och blev student vid Lunds universitet 1793, studerade först medicin, därefter för den filosofiska graden. Han skrev med framgång vers på latin och svenska, men måste på grund av överansträngning 1799 avbryta sina studier och ingick då på anmodan av Gjörwell som extra ordinarie amanuens vid Kungliga biblioteket i Stockholm, där han 1803 blev ordinarie amanuens och 1807 erhöll fullmakt som vice bibliotekarie. Året därefter befordrades han till förste amanuens och utnämndes 1811 till kunglig bibliotekarie. Sedan 1805 var han tillika bibliotekarie vid Engeströmska biblioteket. Utsedd att vara hovkanslersämbetets ombudsman vid tillsynen över boktryckerierna och bokhandeln i riket 1805 förordnades han 1809 till sekreterare i kommittén för utarbetande av en ny tryckfrihetsförordning. Han fick 1816 kansliråds titel och invaldes 1817 i Vitterhetsakademien. 
Vid början av sin Stockholmsvistelse hade Wallmark presenterats för Leopold och fästes snart vid honom med många band av tacksamhet och högaktning. Denna bekantskap gav riktning åt hela hans följande liv och satte prägeln på hela hans kommande offentliga verksamhet. Under sina första år i Stockholm vann han även vittra kretsars bifall för en latinsk elegi över Samuel Älf och en retorisk-patetisk "Sång över slaget vid Köpenhamns redd den 2 april 1801". Han gav utländska diplomater undervisning i svenska språket och litteraturen och upptogs i den förnäma världens umgänge. 1804 författade han ett skaldestycke "Handen", en lärodikt som prisbelöntes med andra priset av Svenska akademien. 1809 erhöll Wallmark stora priset för "Sång till finska arméns ära". Av dessa blev i synnerhet den förstnämnda föremål för en skoningslös kritik i tidningen Polyfem; han själv gjordes längre fram i tiden till huvudfigur i den av fosforisterna utgivna komiska hjältedikten "Markalls sömnlösa nätter". 1805 fick han Lundbladska priset, och han kom i vänskapsfullt umgänge med de andra unga efter-akademikerna. 
På fleras uppmaning uppsatte han 1809 tidningen Journal för litteraturen och theatern (från 1813 med titeln Allmänna journalen, 1824–1837 Journalen), som vann betydande avsättning och snart fick politisk färg. Den gjorde under det nya statsskickets tidigare år tjänst som ett värn mot folkyran och tryckfrihetens missbruk. Wallmark, som 1810–13 gav undervisning i svenska åt kronprinsen Karl Johan (som dock endast oregelbundet och på korta stunder tillgodogjorde sig densamma) och åt hans son, prins Oscar, stödde inom pressen Karl Johans avsikter i fråga om Norge och medföljde hösten 1814 i hans svit till nämnda land, där han stiftade bekantskap med politiska och litterära män samt på latin besjöng unionen. 
Mest känd av eftervärlden har Wallmark blivit genom den långvariga vittra fejd han, såsom den akademiska skolans trogne försvarare, 1810–1820 i sin "Journal" förde mot den nyromantiska skolan i Sverige. Som kännare av den samtida tyska litteraturen genomskådade han strax nämnda rörelses tyska ursprung, men dess brister fick för mycket skymma dess nydanande insatser för Wallmark, vars egen bildning var ensidigt rotfäst i 1700-talets franska upplysningslitteratur; emellertid skrev Wallmark klart, med polemisk talang och uppnådde senare motståndarnas eget erkännande för detta. 1823 försvarade han med framgång den konstitutionella friheten mot Hans Järtas paradoxala utfall i "Odalmannen". 
När Post- och Inrikes tidningar 1834 ombildades till "Sveriges Statstidning", utsågs Wallmark till dennas redaktör och fortfor att vara det till dess upphörande 1844, varunder han med hätskhet anfölls av oppositionstidningarna. Han redigerade därefter Post- och Inrikes tidningar 1844-mars 1847. Från befattningen som bibliotekarie tog han avsked 1843. Ett vackert blad i vår vittra historia är den försoning som inträdde mellan Wallmark och hans forna litterära motståndare Atterbom och Palmblad på deras äldre dagar, en försoning, som till och med blev hjärtlig.